# Copa Panamericana de Voleibol Femenino de 2009
La XIII Copa Panamericana de Voleibol Femenino se celebró del 24 al 5 de julio de 2009 en las ciudades de Miami, Estados Unidos. El torneo contó con la participación de 8 selecciones nacionales de la NORCECA y 3 de la Confederación Sudamericana de Voleibol.

## Equipos participantes
| Grupo A           | Grupo B              |
| ----------------- | -------------------- |
| Costa Rica        | Argentina            |
| Guatemala         | Brasil               |
| México            | Canadá               |
| Perú              | República Dominicana |
| Trinidad y Tobago | Puerto Rico          |
| Estados Unidos    | Cuba¹                |

- (¹) - Se retiró de la competencia.

## Primera fase

### Grupo A

#### Resultados
| Fecha    | Encuentro                    | Resultado | Set   | Set   | Set   | Set   | Set | Puntuación total |
| Fecha    | Encuentro                    | Resultado | 1     | 2     | 3     | 4     | 5   | Puntuación total |
| -------- | ---------------------------- | --------- | ----- | ----- | ----- | ----- | --- | ---------------- |
| 26-06-09 | Guatemala - Puerto Rico      | 0-3       | 9-25  | 15-25 | 18-25 |       |     | 42-75            |
| 26-06-09 | Perú - México                | 3-0       | 25-13 | 25-15 | 25-10 |       |     | 75-38            |
| 26-06-09 | Costa Rica - Estados Unidos  | 0-3       | 7-25  | 6-25  | 16-25 |       |     | 29-75            |
| 27-06-09 | Perú - Costa Rica            | 3-0       | 25-14 | 25-10 | 25-11 |       |     | 75-35            |
| 27-06-09 | México - Puerto Rico         | 0-3       | 18-25 | 15-25 | 21-25 |       |     | 54-75            |
| 27-06-09 | Guatemala - Estados Unidos   | 0-3       | 7-25  | 7-25  | 12-25 |       |     | 26-75            |
| 28-06-09 | Guatemala - Costa Rica       | 0-3       | 16-25 | 17-25 | 21-25 |       |     | 54-75            |
| 28-06-09 | Perú - Puerto Rico           | 0-3       | 17-25 | 19-25 | 23–25 |       |     | 59-75            |
| 28-06-09 | Estados Unidos - México      | 3-0       | 25-19 | 25-14 | 25–11 |       |     | 75-44            |
| 29-06-09 | México - Guatemala           | 3-0       | 25-23 | 25-12 | 25–21 |       |     | 75-56            |
| 29-06-09 | Puerto Rico - Costa Rica     | 3-0       | 25-21 | 25-18 | 25–11 |       |     | 75-50            |
| 29-06-09 | Estados Unidos - Perú        | 3-0       | 25-22 | 25-21 | 26–24 |       |     | 76-57            |
| 30-06-09 | Guatemala - Perú             | 0-3       | 9-25  | 13-25 | 15–25 |       |     | 37-75            |
| 30-06-09 | México - Costa Rica          | 0-3       | 23-25 | 22-25 | 22–25 |       |     | 67-75            |
| 30-06-09 | Estados Unidos - Puerto Rico | 3-1       | 25-15 | 25-20 | 24–26 | 25-23 |     | 99-84            |

#### Clasificación
| Pos | Equipo         | PJ | PG | PP | SF | SC | PTS |
| --- | -------------- | -- | -- | -- | -- | -- | --- |
| 1   | Estados Unidos | 5  | 5  | 0  | 15 | 1  | 10  |
| 2   | Puerto Rico    | 5  | 4  | 1  | 13 | 3  | 9   |
| 3   | Perú           | 5  | 3  | 2  | 9  | 6  | 8   |
| 4   | Costa Rica     | 5  | 2  | 3  | 6  | 9  | 7   |
| 5   | México         | 5  | 1  | 4  | 3  | 12 | 6   |
| 5   | Guatemala      | 5  | 0  | 5  | 0  | 15 | 5   |

### Grupo B

#### Resultados
| Fecha    | Encuentro                                | Resultado | Set   | Set   | Set   | Set   | Set   | Puntuación total |
| Fecha    | Encuentro                                | Resultado | 1     | 2     | 3     | 4     | 5     | Puntuación total |
| -------- | ---------------------------------------- | --------- | ----- | ----- | ----- | ----- | ----- | ---------------- |
| 26-06-09 | Argentina - República Dominicana         | 1-3       | 26-24 | 13-25 | 18-25 | 25-27 |       | 82-101           |
| 26-06-09 | Brasil - Canadá                          | 3-0       | 25-11 | 25-12 | 25-13 |       |       | 75-36            |
| 27-06-09 | Trinidad y Tobago - Argentina            | 0-3       | 6-25  | 15-25 | 8-25  |       |       | 29-75            |
| 27-06-09 | República Dominicana - Canadá            | 3-1       | 23-25 | 25-17 | 25-21 | 25-21 |       | 98-84            |
| 28-06-09 | Trinidad y Tobago - República Dominicana | 0-3       | 6-25  | 7-25  | 14-25 |       |       | 26-75            |
| 28-06-09 | Brasil - Argentina                       | 3-1       | 26-24 | 18-25 | 25-13 | 25-18 |       | 94-84            |
| 29-06-09 | Trinidad y Tobago - Brasil               | 0-3       | 11-25 | 14-25 | 9-25  |       |       | 34-75            |
| 29-06-09 | Argentina - Canadá                       | 3-1       | 25-16 | 25-22 | 23-25 | 25-17 |       | 98-80            |
| 30-06-09 | Trinidad y Tobago - Canadá               | 0-3       | 21-25 | 10-25 | 23-25 |       |       | 54-75            |
| 30-06-09 | Brasil - República Dominicana            | 2-3       | 23-25 | 25-19 | 25-18 | 23-25 | 13-15 | 105-112          |

#### Clasificación
| Pos | Equipo               | PJ | PG | PP | SF | SC | PTS |
| --- | -------------------- | -- | -- | -- | -- | -- | --- |
| 1   | República Dominicana | 4  | 4  | 0  | 12 | 4  | 8   |
| 2   | Brasil               | 4  | 3  | 1  | 11 | 4  | 7   |
| 3   | Argentina            | 4  | 2  | 2  | 8  | 7  | 6   |
| 4   | Canadá               | 4  | 1  | 3  | 5  | 9  | 5   |
| 5   | Trinidad y Tobago    | 4  | 0  | 4  | 0  | 12 | 4   |

## Fase final

### Final 1º y 3º puesto
|  | Cuartos de final   | Cuartos de final |                        |                        | Semifinales        | Semifinales |  |  | Final              | Final |
|  |                    |                  |                        |                        |                    |             |  |  |                    |       |
|  |                    |                  |                        |                        |                    |             |  |  |                    |       |
|  |                    |                  |                        |                        |                    |             |  |  |                    |       |
|  |                    |                  |                        |                        |                    |             |  |  |                    |       |
|  | 3 de julio – Miami |                  |                        |                        |                    |             |  |  |                    |       |
|  |                    |                  |                        |                        |                    |             |  |  |                    |       |
|  | Estados Unidos     | 1                |                        |                        |                    |             |  |  |                    |       |
|  | Estados Unidos     | 1                | 2 de julio – Miami     |                        |                    |             |  |  |                    |       |
|  |                    | Brasil           | 3                      |                        |                    |             |  |  |                    |       |
|  | Brasil             | Brasil           | 3                      | 3                      |                    |             |  |  |                    |       |
|  | Brasil             |                  | 4 de julio – Miami     | 3                      |                    |             |  |  |                    |       |
|  | Perú               | 0                |                        |                        |                    |             |  |  |                    |       |
|  | Perú               | 0                | Brasil                 | 3                      |                    |             |  |  |                    |       |
|  |                    |                  | Brasil                 | 3                      |                    |             |  |  |                    |       |
|  |                    | R. Dominicana    | 0                      |                        |                    |             |  |  |                    |       |
|  |                    | R. Dominicana    | 0                      |                        |                    |             |  |  |                    |       |
|  | 3 de julio – Miami |                  |                        |                        |                    |             |  |  |                    |       |
|  |                    |                  |                        |                        |                    |             |  |  |                    |       |
|  | Puerto Rico        | 2                | Tercer y cuarto puesto | Tercer y cuarto puesto |                    |             |  |  |                    |       |
|  | Puerto Rico        | 2                | Tercer y cuarto puesto | Tercer y cuarto puesto | 2 de julio – Miami |             |  |  |                    |       |
|  |                    | R. Dominicana    | 3                      |                        |                    |             |  |  |                    |       |
|  | Puerto Rico        | R. Dominicana    | 3                      | 3                      | Estados Unidos     | 1           |  |  |                    |       |
|  | Puerto Rico        |                  |                        | 3                      | Estados Unidos     | 1           |  |  |                    |       |
|  | Argentina          | 1                |                        | Puerto Rico            | 3                  |             |  |  |                    |       |
|  | Argentina          | 1                |                        |                        | 3                  |             |  |  |                    |       |
|  |                    |                  |                        |                        |                    |             |  |  | 4 de julio – Miami |       |
|  |                    |                  |                        |                        |                    |             |  |  |                    |       |

### Final 5º y 7º puesto
|  | Cuartos de final   | Cuartos de final |                        |                        | Semifinales        | Semifinales |  |  | Final              | Final |
|  |                    |                  |                        |                        |                    |             |  |  |                    |       |
|  |                    |                  |                        |                        |                    |             |  |  |                    |       |
|  |                    |                  |                        |                        |                    |             |  |  |                    |       |
|  |                    |                  |                        |                        |                    |             |  |  |                    |       |
|  | 3 de julio – Miami |                  |                        |                        |                    |             |  |  |                    |       |
|  |                    |                  |                        |                        |                    |             |  |  |                    |       |
|  | Perú               | 3                |                        |                        |                    |             |  |  |                    |       |
|  | Perú               | 3                | 2 de julio – Miami     |                        |                    |             |  |  |                    |       |
|  |                    | Canadá           | 1                      |                        |                    |             |  |  |                    |       |
|  | México             | Canadá           | 1                      | 2                      |                    |             |  |  |                    |       |
|  | México             |                  | 4 de julio – Miami     | 2                      |                    |             |  |  |                    |       |
|  | Canadá             | 3                |                        |                        |                    |             |  |  |                    |       |
|  | Canadá             | 3                | Perú                   | 3                      |                    |             |  |  |                    |       |
|  |                    |                  | Perú                   | 3                      |                    |             |  |  |                    |       |
|  |                    | Argentina        | 2                      |                        |                    |             |  |  |                    |       |
|  |                    | Argentina        | 2                      |                        |                    |             |  |  |                    |       |
|  | 3 de julio – Miami |                  |                        |                        |                    |             |  |  |                    |       |
|  |                    |                  |                        |                        |                    |             |  |  |                    |       |
|  | Costa Rica         | 0                | Tercer y cuarto puesto | Tercer y cuarto puesto |                    |             |  |  |                    |       |
|  | Costa Rica         | 0                | Tercer y cuarto puesto | Tercer y cuarto puesto | 2 de julio – Miami |             |  |  |                    |       |
|  |                    | Argentina        | 3                      |                        |                    |             |  |  |                    |       |
|  | Trinidad y Tobago  | Argentina        | 3                      | 0                      | Costa Rica         | 0           |  |  |                    |       |
|  | Trinidad y Tobago  |                  |                        | 0                      | Costa Rica         | 0           |  |  |                    |       |
|  | Costa Rica         | 3                |                        | Canadá                 | 3                  |             |  |  |                    |       |
|  | Costa Rica         | 3                |                        |                        | 3                  |             |  |  |                    |       |
|  |                    |                  |                        |                        |                    |             |  |  | 4 de julio – Miami |       |
|  |                    |                  |                        |                        |                    |             |  |  |                    |       |

### Final 9º puesto

#### Resultados
| Fecha    | Encuentro                  | Resultado | Set   | Set   | Set   | Set   | Set   | Puntuación total |
| Fecha    | Encuentro                  | Resultado | 1     | 2     | 3     | 4     | 5     | Puntuación total |
| -------- | -------------------------- | --------- | ----- | ----- | ----- | ----- | ----- | ---------------- |
| 25-06-10 | México - Trinidad y Tobago | 3-2       | 18-25 | 25-15 | 20-25 | 25-23 | 15-13 | 93-101           |

## Campeón
| Brasil           |
| Campeón          |
| BRASIL 2º título |

## Clasificación general
| Pos | Equipo               |
| --- | -------------------- |
| 1   | Brasil               |
| 2   | República Dominicana |
| 3   | Puerto Rico          |
| 4   | Estados Unidos       |
| 5   | Perú                 |
| 6   | Argentina            |
| 7   | Canadá               |
| 8   | Costa Rica           |
| 9   | México               |
| 10  | Trinidad y Tobago    |
| 11  | Guatemala            |